# Abari (Tunisia)
Abari è il nome di un'antica città romana che sorgeva nella provincia romana d'Africa, chiamata Bizacena, nell'attuale regione del Sahel in Tunisia. Il sito archeologico non è ancora stato identificato.
Era sede vescovile. È noto il nome di un solo vescovo di questa sede: tra i prelati cattolici convocati a Cartagine dal re vandalo Unerico nel 484 partecipò Felix Abaritanus.
Oggi Abari sopravvive come sede vescovile titolare; l'attuale arcivescovo,(a titolo personale), titolare, è Bruno Musarò, nunzio apostolico in Egitto e delegato presso l'Organizzazione della Lega degli Stati Arabi.